# Anubias pynaertii
Anubias pynaertii är en kallaväxtart som beskrevs av De Wildeman. Anubias pynaertii ingår i släktet Anubias och familjen kallaväxter. Inga underarter finns listade.